# 安倍晴明-陰陽宮
『安倍晴明-陰陽宮』（あべのせいめい おんみょうきゅう）は、谷恒生著の伝奇小説。小学館文庫にて刊行。本編が1巻から9巻と、1-6巻までをまとめた総集編、それに番外編「紫式部篇」と、9巻の続きである「式神篇」「妖闘篇」が2000年から2002年までに刊行された。現在はすべて絶版。表紙、挿絵は下村富美による。

## 概要
タイトルこそ安倍晴明だが、事実上の主人公は藤原道長である。晴明は藤原道長や彼を支える人々に次々と降りかかる災いから護る、守護神的な役割を果たしている。
栄華へと上りつめた藤原道長に対して、その栄華を憎み日々道長を追い落とそうとする勢力の対立。一部の人間に富が集中する世を憎み、都で悪逆非道を繰り返す悪党と、傲慢な貴族や長者から金銀財宝を奪っては庶民に施す義賊との対照。それらの背後で動く安倍晴明と、その宿敵蘆屋道満との凄絶な戦いが絡み合って本作は展開されていく。
作者の谷恒生は官能小説も執筆しており、その影響からか本作でもその類のシーンがいたるところに挿入されている。しかも、巻数を追うごとにその表現が過激性を増しており、最後の方は本物の官能小説にも劣らぬ描写となっている。